# Віра Річ
Віра Річ (англ. Vera Rich, ім'я при народженні — Фейт Елізабет Джоан Річ (англ. Faith Elizabeth Joan Rich); 24 квітня 1936, Лондон — 20 грудня 2009, Лондон) — англійська поетеса й перекладачка української й білоруської літератури англійською мовою; секретар Англо-Українського Товариства в Лондоні.

## Життєпис
Народилася 24 квітня 1936 року у Лондоні в англійській родині. Студіювала давньоанглійську та давньоскандинавську мови в Оксфорді. Під час навчання відвідувала курси української мови, захопилася творчістю Т. Шевченка, почала перекладати твори українських письменників, дебютувала як перекладач «Прологу» з поеми І. Франка «Мойсей».
Була головним редактором поетичного журналу «Manifold Magazine of New Poetry», секретарем Англо-Українського Товариства в Лондоні. Лауреат премії ім. І. Франка. У 2006 р. нагороджена орденом Княгині Ольги. Померла 20 грудня 2009 р. у Лондоні. Похована за прижиттєвим заповітом у Каневі біля могили Т. Шевченка.

## Творчість[4]

Рукопис вірша Віри Річ «Пролог» (1991)

Авторка збірки ориґінальних поезій, у тому числі на українську та білоруську теми «Outlines» (1960), «Portents and Images» (1964), і збірки перекладів з Шевченка «Song out of Darkness» (1961), багатьох статей про українську літературу в англомовних виданнях.
Протягом усього життя, починаючи з 1961 року, Віра Річ перекладала твори Т. Шевченка («Кобзар» перекладено повністю), Івана Франка, Лесі Українки, Миколи Зерова, Павла Филиповича, Павла Тичини, Василя Стуса, Василя Симоненка, Ліни Костенко та інших видатних українських письменників. Авторка близько сотні статей про українську літературу в англомовних журналах.
Відомо, що тільки над Шевченковим «Заповітом» Віра Річ працювала близько двадцяти років, бо вважала, що з такими текстами не можна поспішати. За збірку перекладів Шевченкових поезій “Songoutof Darkness” (“Пісня з темряви”, 38 творів) Українська вільна академія наук нагородила Віру Почесним дипломом шевченкознавця. Загалом у доробку перекладачки налічується 92 твори Кобзаря.
У липні 1996 року  з ініціативи Львівської організації НСПУ Віру Річ було висунуто на здобуття премії імені Івана Франка (найвищої перекладацької нагороди), яку вона отримала у 1997 році за вагомий внесок у популяризацію української літератури та культури в англомовному світі.
У 1998 році перекладачка відвідала Україну, побувала на  могилі Шевченка у Каневі, що було для неї важливим.
Серед творчого доробку Віри Річ є поезії присвячені Україні, зокрема вірші «Elizabeth, the Wise King’s daughter» про доньку Ярослава Мудрого та «Prologue» («Beswift, myfriends, beswift») [«Пролог» («Не баріться, друзі мої»)].
У 2004 році перекладачка була спостерігачем на виборах в Україні.
12 грудня 2005 року, перебуваючи у Львові за запрошенням керівництва ЛНУ імені Івана Франка, Віра Річ була присутня на засіданні кафедри перекладознавства і контрастивної лінгвістики імені Григорія Кочура, де обговорювалась кандидатська дисертація Ганни Косів на тему: «Перекладацький метод Віри Річ як інтерпретатора української літератури».
17 грудня того ж року перекладачку обрано Дійсним членом Наукового Товариства імені Шевченка.
У квітні 2006 року Віра Річ в Україні відсвяткувала своє 70-річчя та відвідала рідне село І. Франка – Нагуєвичі.
24 серпня 2006 року Указом Президента України В. А. Ющенка Віру Річ нагороджено орденом Княгині Ольги Третього ступеня.
У жовтні 2007 року Національна спілка письменників України вшанувала Віру Річ «Почесною відзнакою».
У листопаді 2008 року виступила на Міжнародній конференції, присвяченій сторіччю від дня народження Григорія Кочура (Львів).
У лютому 2009 року перекладачка востаннє відвідала Львів, прочитала кілька лекцій, побувала у музеї Івана Франка.
До самої смерті у 2009 Віра Річ працювала над перекладами української літератури. В Україні про Віру Річ ґрунтовні розвідки й дисертації писали Роксоляна Зорівчак, Дмитро Дроздовський, С. Гальченко, М. Кочур, Г. Косів, В. Радчук та ін. У шевченківському Музеї в Каневі в експозиції перекладів Т. Г. Шевченка мовами світу є й англомовні переклади, що підготувала Віра Річ.
Віра Річ - засновник (1962) і редактор часопису «Розмаїття. Часопис новітньої поезії»
У 2013 році виданий до 200-літнього ювілею «Kobzar» в перекладі Віри Річ (Kyiv: Mystetstvo Publishers, 2013).

## Відзнаки
- У 1997 році Національна спілка письменників України нагородила Віру Річ найвищою перекладацькою нагородою — премією імені Івана Франка. Премію було вручено за вагомий внесок у популяризацію української літератури та культури в англомовному світі.
- Восени 2005 року Віру Річ вшанували почесного звання члена Наукового товариства імені Тараса Шевченка.
- 2006 року її було нагороджено орденом Княгині Ольги.

## Вшанування пам'яті

Обкладинка книги Ганни Косів «Віра Річ. Творчий портрет перекладача»

Враховуючи вагомий внесок Віри Річ у популяризацію української культури (зокрема творчості Тараса Шевченка) за кордоном і її власне бажання бути похованою на українській землі біля Шевченкової могили в Каневі, вирішено поховати прах Віри Річ на канівській землі поряд із могилою Тараса Шевченка. Прах вмонтовано в пам'ятник, який 15 квітня 2011 було встановлено на «козацькому» канівському кладовищі Монастирок.
У місті Канів вулицю Ломаки перейменували на вулицю Віри Річ.